# Walt Disney Television (casa di produzione)
Walt Disney Television è stata una casa di produzione televisiva statunitense di proprietà della Walt Disney Company.
Le produzioni di Walt Disney Television erano trasmesse principalmente su Disney Channel, Disney Junior, Disney XD e ABC.
Dopo la sua chiusura, la maggior parte delle produzioni di Walt Disney Television sono state divise tra le altre case di produzione Disney. Le sue produzioni animate sono state affidate alla sua ex-controllata Walt Disney Television Animation. È stata succeduta da It's a Laugh Productions per la produzione di serie live action. L'ultima serie live action prodotta da Walt Disney Television fu Un genio in famiglia (1997-1999) per il canale WB Television Network.

## Storia
È stata costituita nel 1983 come Walt Disney Pictures Television Division, poi abbreviato nel 1986 in Walt Disney Pictures Television e Walt Disney Television nel 1988. Fino al 1983 i programmi televisivi Disney erano distribuiti sotto il nome della casa madre, allora chiamata Walt Disney Productions.
Nell'agosto 1994 Jeffrey Katzenberg lasciò la guida dei Walt Disney Studios e la casa di produzione venne divisa in due: Walt Disney Pictures per le produzioni cinematografiche e la neonata Walt Disney Television and Telecommunications per i prodotti televisivi. Quando la Disney si fuse con Capital Cities/ABC, Disney Television era parte di Walt Disney Television and Telecommunications. Nell'aprile 1996 Walt Disney Television (insieme alla sua divisione Animation) venne riportata sotto il controllo di The Walt Disney Studios.
Nel settembre 1997 il gruppo Walt Disney Television venne diviso in due: Walt Disney Television (WDT) e Walt Disney Network Television. Nel 1999 Walt Disney Television Studios (chiamata anche Buena Vista Television Group o Buena Vista Television Productions) venne posta sotto il controllo di ABC Television Network, fondendosi con la ABC Entertainment e formando il ABC Entertainment Television Group. Walt Disney Television Studios venne poi inglobata in Touchstone Television (poi ABC Studios e in seguito ABC Signature) nel 2003 e il suo nome sparì dai titoli di coda delle produzioni televisive Disney.

## Nomi
- Walt Disney Productions Television Division (1983)
- Walt Disney Pictures Television Division (1983–1985)
- Walt Disney Pictures Television (1985–1986)
- Walt Disney Television (1986–2003)
- Walt Disney Pictures and Television (1988–2007)

## Serie televisive
- I Gummi (1985-1991)
- I Wuzzles (1985)
- DuckTales - Avventure di paperi (1987-1990)
- Le nuove avventure di Winnie the Pooh (1988-1991)
- Cip & Ciop agenti speciali (1989-1990)
- Mickey Mouse Club (1990-1996)
- TaleSpin (1990-1992)
- I dinosauri (1991-1994)
- Darkwing Duck (1991-1993)
- Ecco Pippo! (1992-1993)
- La sirenetta - Le nuove avventure marine di Ariel (1992-1994)
- Bonkers - Gatto combinaguai (1993-1995)
- Marsupilami (1993-1994)
- Aladdin (1994-1995)
- Gargoyles - Il risveglio degli eroi (1994-1997)
- Timon e Pumbaa (1995-1998)
- Annibale e Cannibale (1995)
- Doug (1996-1999)
- Quack Pack - La banda dei paperi (1996)
- Cuccioli della giungla (1996-1998)
- La carica dei 101 (1997-1998)
- Un genio in famiglia (1997-1999)